# Matteo Masiello
Matteo Masiello (Palo del Colle, 30 novembre 1933 – Bitonto, 28 marzo 2020) è stato un pittore italiano.

## Biografia
Pittore dalla figurazione ispirata, risolta in chiave pensosa ed onirica, a livello formativo è stato un autodidatta. Laureato in economia, in gioventù fu anche operaio e poi divenne dirigente ministeriale. La sua esperienza artistica comincia nei primi anni 1970, quando espone a Roma presso alcune rassegne a cura di enti e gallerie private. Nello Ponente, storico dell'arte e allievo di Lionello Venturi, lo presenta nel 1978 ad un'esposizione a Palermo. Masiello partecipa a contesti di livello, in particolare all'XI Quadriennale nazionale d'arte di Roma e ad altri eventi artistici in diverse altre città italiane.
Successivamente ha esposto anche negli Stati Uniti d'America, in Belgio, Russia, Romania, Spagna, Svizzera, Grecia, Portogallo, Cina e Israele. L'artista ha allestito una sua mostra anche presso il Parlamento europeo di Strasburgo. Nel corso della carriera ha curato l'illustrazione di libri, giornali e pubblicazioni varie. Sue opere sono presenti in musei ed enti culturali italiani e stranieri, chiese, università, collezioni private e pubbliche e gallerie.
Nel 2007, grazie principalmente alla donazione di sue opere al Comune di Bitonto, alle quali sono aggiunte opere di artisti pugliesi di livello (vissuti tra il 1800 e il 1900), è istituita, presso il Torrione Angioino (delibera consiliare del 2008), la Civica Galleria d'Arte Contemporanea di Bitonto
Nel 2013, in prossimità della ricorrenza dei suoi 80 anni, Masiello decide di trasferire le sue opere a Trani, presso il Museo del Palazzo delle Arti Beltrani. Qui il suo estro artistico va ad arricchire il già ingente patrimonio del museo tranese. 

A Bitonto il maestro negli anni aveva sempre esposto le sue opere in diverse rassegne, non dimenticando di omaggiare anche la sua città natale di Palo del Colle (nel 2016 l'ultima mostra nel centro del barese). 

Tante le occasioni espositive anche a Bari, così come in tante altre aree e città italiane.
Nel corso degli anni, non pochi anche i volumi che hanno messo a fondo il suo itinerario artistico, a cura ora di Raffaele Nigro, ora di Lorenzo Ostuni. 

Pregiati anche alcuni cataloghi di mostre. Del maestro hanno scritto numerosi critici e storici dell'arte, illustri cattedratici, giornalisti e intellettuali. 
Qui le parole di Oscar Iarussi su di lui e sulla sua arte.

Un famoso "autoritratto" scritto a firma di Masiello, una sorta di brevissima autobiografia, racconta per bene, con 'pennellate' di alta poetica, la sua vita nel nome dell'arte, del pensiero, dell'ironia. Una Galleria intitolata al nome di Masiello, con donazione di diversi suoi lavori, è presente anche all'Ateneo di Bari. 
Si è spento a Bitonto, da tanti anni sua città d'adozione, il 28 marzo 2020.